# 62 v.Chr.

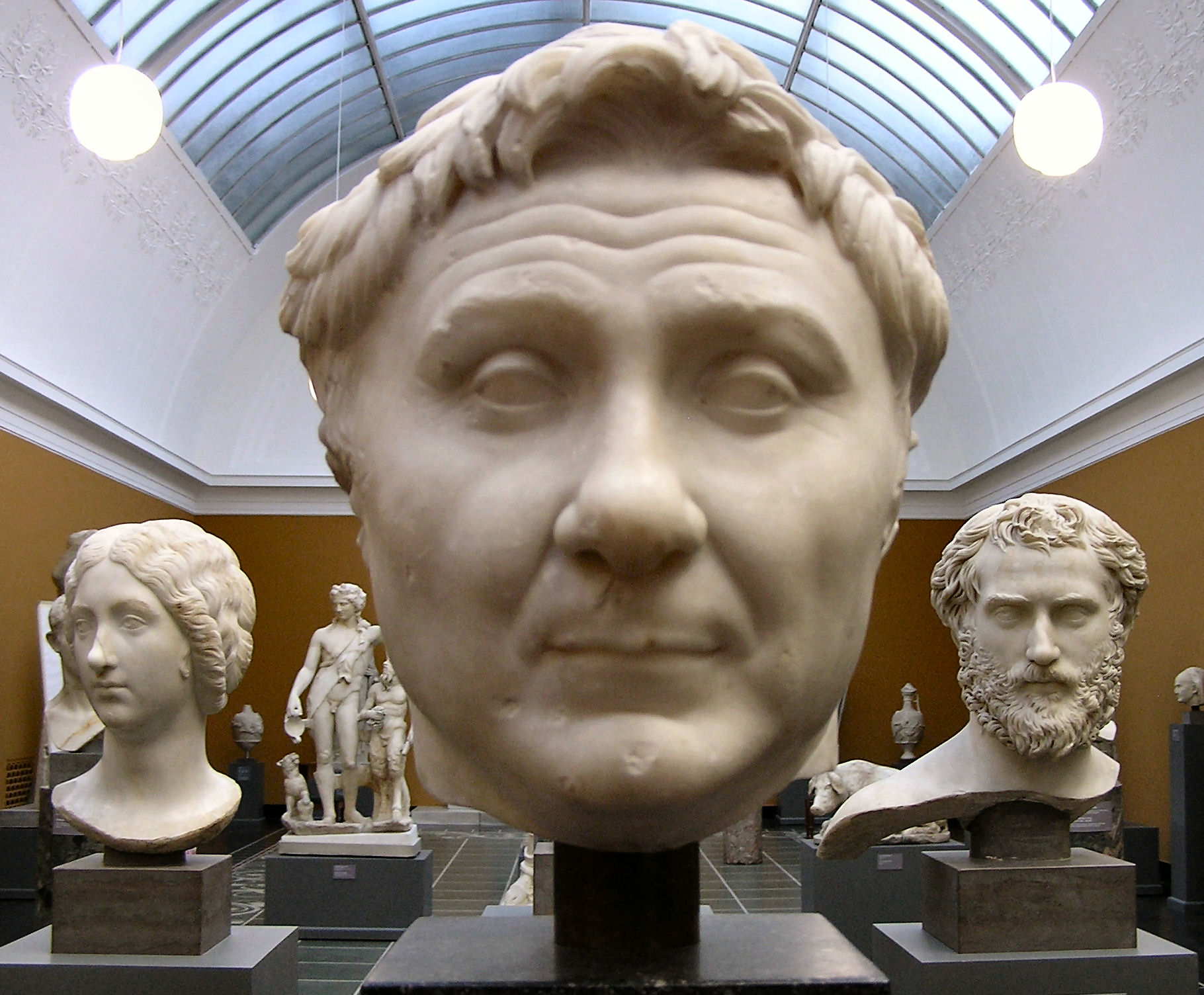
Pompeius Magnus

Het jaar 62 v.Chr. is een jaartal in de 1e eeuw v.Chr. volgens de christelijke jaartelling.

## Gebeurtenissen

### Italië
- In Etrurië verslaat Gaius Antonius Hybrida de opstandelingen onder leiding van Lucius Sergius Catilina in de Slag bij Pistoria.
- De 44-jarige Gnaeus Pompeius Magnus houdt in Rome een triomftocht vanwege de overwinningen in Pontus en Syria. Maar zijn soldaten brengen lepra mee terug naar de stad.
- De Senaat beschuldigt Publius Clodius Pulcher van heiligschennis, maar hij wordt vrijgesproken.
- Julius Caesar laat zich scheiden van Pompeia Sulla na het Bona Dea-schandaal. Marcus Licinius Crassus financiert de schulden van Caesar.
- De Pons Fabricius wordt gebouwd. De brug (62 meter lang) verbindt het Tibereiland met het centrum van de stad ter hoogte van het Marsveld.

### Palestina
- Obodas II (62 - 58 v.Chr.) volgt Aretas III op als koning van de Nabateeërs en sluit een alliantie met Marcus Aemilius Scaurus.

## Geboren
- Ptolemaeus XIII Theos Philopator (~62 v.Chr. - ~47 v.Chr.), farao van Egypte

## Overleden
- Lucius Sergius Catilina (~108 v.Chr. - ~62 v.Chr.), Romeins praetor en staatsman (46)